# Meticcio

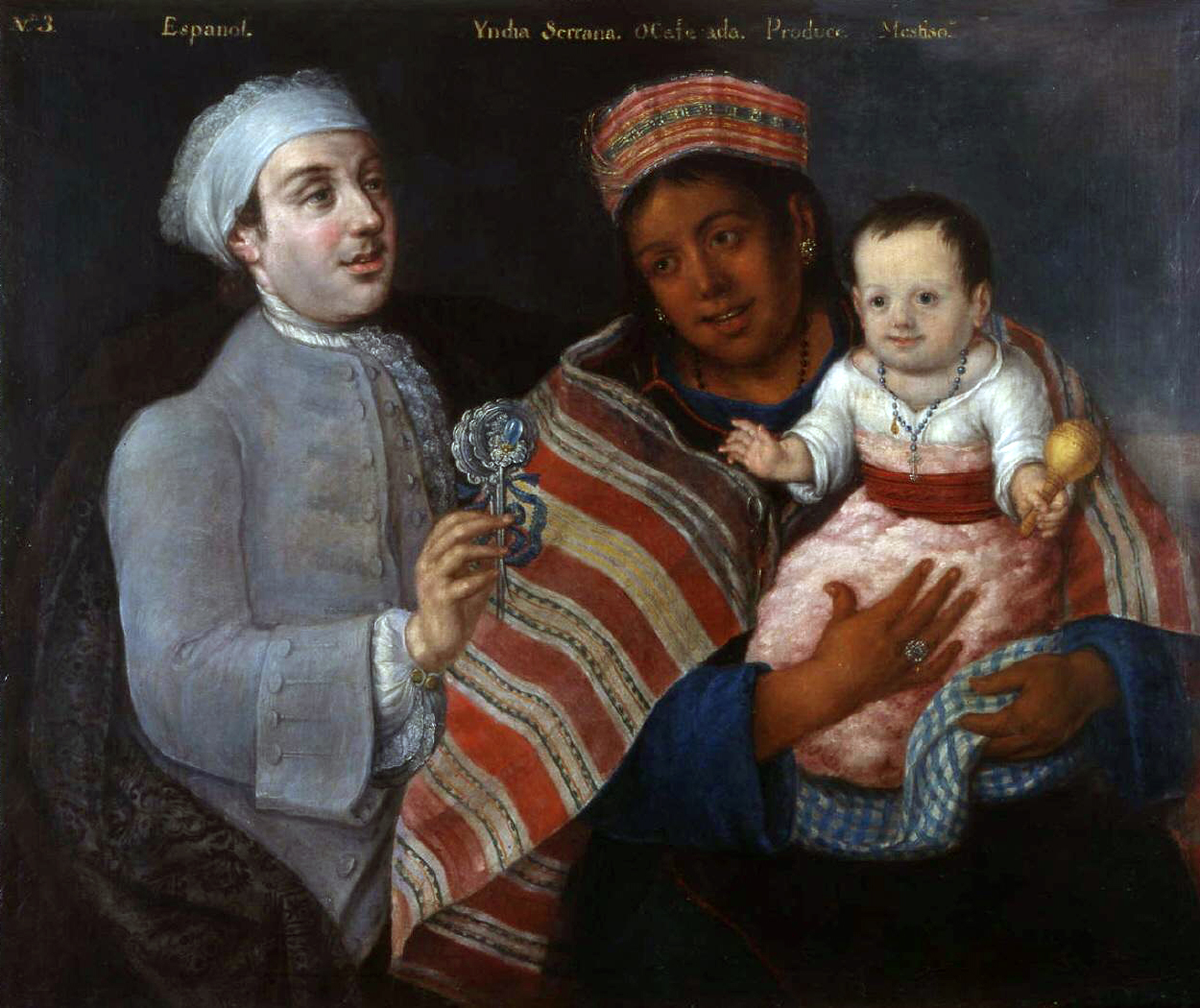
Spagnolo + India, Meticcio. Miguel Cabrera. Vicereame del Perù, 1770

Con il termine meticcio (dallo spagnolo: mestizo e portoghese: mestiço) si definiscono gli individui in generale nati da due etnie diverse. In origine con questo termine si indicavano le persone nate dall'incrocio fra conquistadores o coloni europei, tipicamente spagnoli e portoghesi, e le popolazioni amerindie indigene precolombiane.
In zoologia il termine è usato anche in senso generico, anche riferendosi ad altre specie animali, indicando animali nati dall'incrocio di due razze diverse.

## Etimologia
La parola spagnola mestizo, da cui deriva l'italiano "meticcio", deriva a sua volta dal latino tardo mixticius, che significava letteralmente "misto"; il termine venne documentato per la prima volta in spagnolo già in un testo del 1275.

## Storia

### Origini: il XVI secolo
Nel primo periodo coloniale (XVI secolo), i figli nati da padre spagnolo, e più in generale da un bianco europeo, e da madre nativa americana venivano allevati al pari degli altri figli definiti di "razza pura", se il padre li riconosceva come suoi figli naturali; in caso contrario, il bambino veniva ripudiato dal padre e di conseguenza cresciuto nella povera realtà della madre indigena, ben distante da quella ricca e privilegiata dei conquistadores europei.

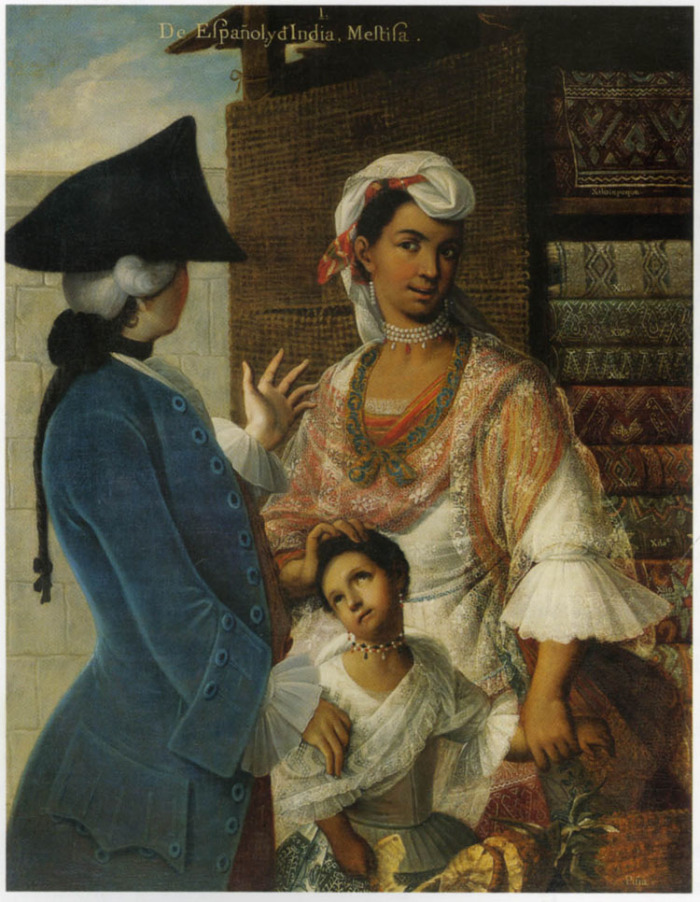
De español e india, nace mestiza, "da uno spagnolo e un'indiana nasce una meticcia". Miguel Cabrera. Messico, 1771

Già nel 1533, il celebre re di Spagna Carlo V d'Asburgo promulgò il decreto secondo il quale tutti i figli, legittimi e non, dovevano essere trattati allo stesso modo, e perciò ordinò di prendere i figli nati da uomini spagnoli e donne indigene dalle loro madri, che vivevano in sostanziale povertà, per educarli nella sfera spagnola e farli vivere in migliori condizioni economiche e sociali.
Nel 1543 in Messico i meticci furono il primo gruppo durante il Colonialismo ad essere designato come una categoria a sé, separata dagli spagnoli, dagli schiavi africani ridotti in schiavitù (chiamati in spagnolo negros) e dai "vagabondi" (vagabundos in spagnolo). Sebbene i meticci fossero spesso classificati nelle castas (le caste coloniali con cui i conquistatori classificarono le diverse etnie e tutte le possibili combinazioni tra le persone), godevano di una posizione comunque più elevata rispetto a quella di qualsiasi altra persona di etnia mista e soprattutto rispetto ai neri (privi di quasi tutti i diritti fondamentali), poiché non dovevano pagare tributi, potevano essere ordinati sacerdoti e avere la licenza di arruolarsi nell'esercito.
I meticci avevano una posizione migliore nella società dell'epoca, rispetto ai neri e ai mulatti, perché, a differenza loro, i meticci non avevano antenati africani, e perciò "nessuna radice schiava".
Le unioni tra españoles e mestizos portarono alla nascita di una nuova casta coloniale, i Castizos (letteralmente "tre quarti bianchi"), e di conseguenza l'unione tra un castizo/a e un español/a portava al ripristino dello status "migliore" e "puro" di español/a alla prole.

### Arrivo dei meticci anche in Europa
Alcuni personaggi storici meticci famosi giunti in Europa furono ad esempio Martín Cortés, figlio del celebre spagnolo Hernán Cortés e dell'interprete indigena di origini Nahua e Maya La Malinche, che divenne uno dei primi meticci documentati nella storia ad arrivare in Europa, nel 1528, diretto in Italia a Roma, dove il padre tentò di farlo riconoscere come figlio legittimo da papa Clemente VII (papa di Roma dal 1523 al 1534).
Esistono anche prove accertate secondo cui i nipoti del famoso imperatore azteco Montezuma avessero messo volentieri piede sul suolo europeo.

Anche lo storico meticcio Garcilaso de la Vega, figlio del conquistadores spagnolo Sebastián Garcilaso de la Vega e della principessa Inca Isabel Chimpo Oclloun (che venne rapita e violentata dall'uomo bianco, come accadeva molto spesso alle donne indigene), arrivò in Spagna dal Perù, e visse nell'autonoma Andalusia, dove morì nel 1616.

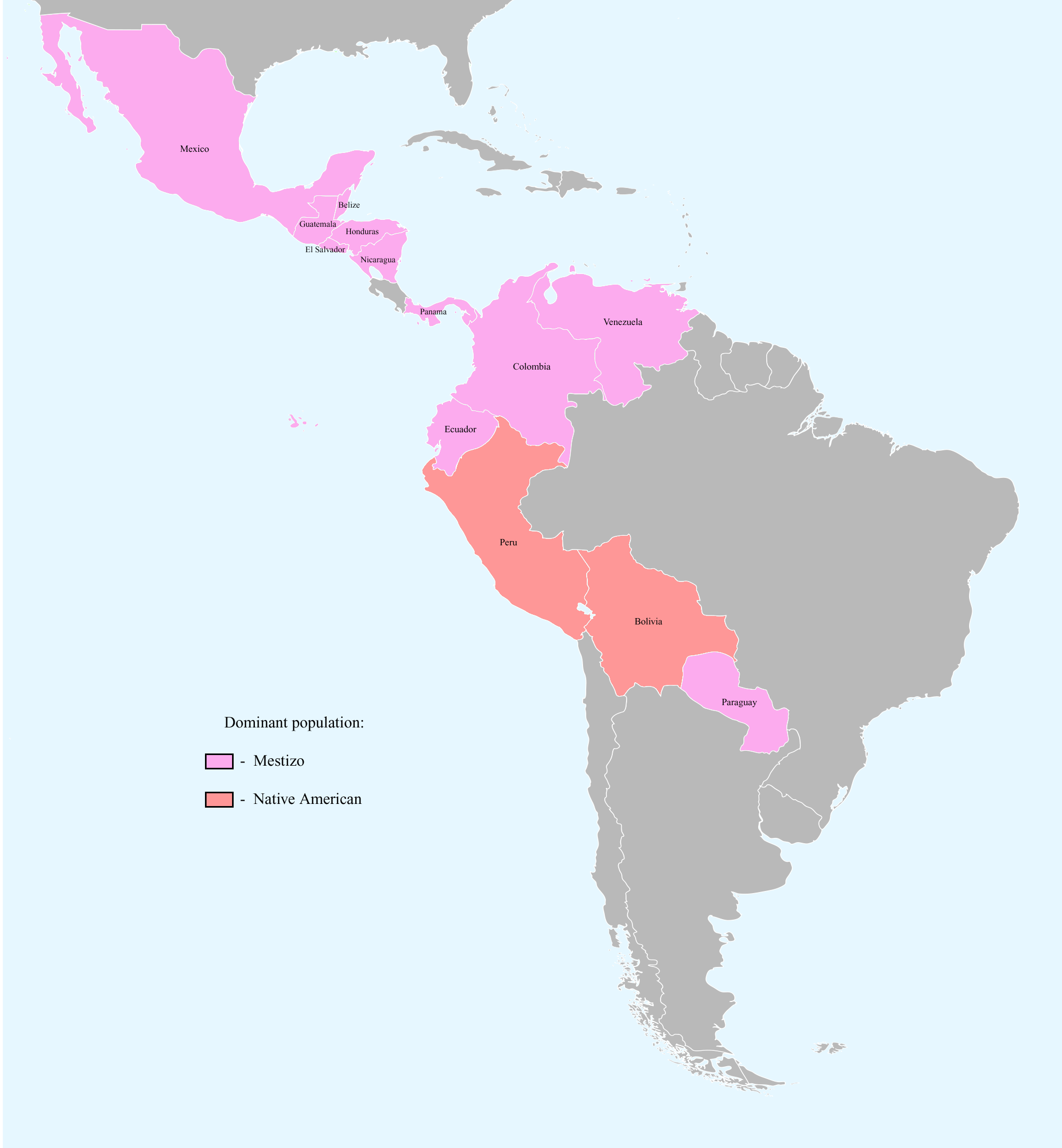
Distribuzione dei meticci nell'America Latina

## America Latina
I meticci costituiscono la varietà antropologica prevalente nella maggior parte dei Paesi latinoamericani.
| Regione / Paese | Popolazione | Percentuale meticcia | Popolazione meticcia |
| --------------- | ----------- | -------------------- | -------------------- |
| Messico         | 129 976 000 | circa 73%            | 94 882 480           |
| Costa Rica      | 8 111 238   | 8%                   | 708 899              |
| Cile            | 17 574 003  | 65%                  | 11 423 101           |
| Colombia        | 45 644 023  | 49%                  | 22 365 571           |
| Ecuador         | 3 971 020   | 70%                  | 2 779 714            |
| Paraguay        | 7 303 098   | circa 90%            | 6 572 788            |
| Perù            | 33 720 000  | 53%                  | 17 871 600           |
| Venezuela       | 28 230 090  | circa 52%            | 14 679 646           |

### Messico
Tra il 60-79% dei messicani viene classificato come "meticci", poiché, nell'uso moderno del termine, significa che non si identificano pienamente né d'origine europea né appartenenti ad un qualche gruppo etnico indigeno, ma piuttosto presentano tratti culturali che mescolano sia elementi europei che indigeni. Inoltre, in Messico, "meticcio" è diventato un termine generico che non si riferisce solo ai messicani misti ma anche a tutti quei cittadini messicani che non parlano le lingue indigene.
Diversamente, soltanto nella penisola dello Yucatán, la parola "meticcio" assume un significato del tutto diverso da quello usato nel resto del Messico, essendo usata per riferirsi ai Maya che lì vivono in piccole comunità: questo particolare significato del termine è dovuto ai tempi della Guerra delle caste dello Yucatán (fine del XIX secolo), quando questi gruppi di Maya che non si unirono alla ribellione e dovevano perciò essere riconosciuti e differenziati dal resto della popolazione in rivolta, venendo quindi classificati come "meticci", anche senza presentare le caratteristiche che solitamente indica questo termine.
Poiché il termine ha assunto col tempo numerosissimi significati, oggi la classificazione "meticcio", al contrario di com'era stato per molti anni della storia della nazione, è stata ufficialmente rimossa dai conteggi del censimento in Messico, e non ha più alcun uso ufficiale o governativo.

### Costa Rica
Nel censimento mondiale del 2012 la maggior parte dei costaricani era di origine spagnola o meticcia, con minoranze, essendo tutta la Costa Rica un grande arcobaleno di diverse culture, di origini tedesche, italiane, giamaicane e greche (unite ad altri gruppi etnici ancora minori, come nicaraguensi, colombiani, venezuelani, peruviani, brasiliani, portoghesi, palestinesi, caraibici, turchi, armeni e georgiani.

### Argentina
Subito dopo il colonialismo, all'inizio, l'Argentina coloniale presentava una popolazione prevalentemente meticcia, aspetto tipico di un po' tutte le colonie spagnole, ma in seguito alla gigantesca ondata migratoria dall'Europa per tutto il XIX secolo e l'inizio del XX, e in seguito anche ai ripetuti matrimoni misti con gli europei giunti, la popolazione meticcia si trasformò col tempo nella cosiddetta popolazione Castizo.
Infatti già nel 1890, così del resto ancora oggi, l'80% della popolazione argentina era di origine italiana e spagnola. Per questo motivo il termine "meticcio" nella nazione è presto caduto in disuso.

### Colombia
Nel corso del tempo la Colombia è diventata un paese principalmente meticcio a causa della limitata immigrazione dall'Europa, per cui questa nazione non era tra le mete principali.
Una stima ufficiale dal censimento del 2005 ritiene che circa il 37% della popolazione colombiana sia di origine europea; il 10,6% di origine africana; il 3,4% di origini native americane e infine, di conseguenza, il 49% meticcia.

## Africa

### Sudafrica
Anche nella Repubblica Sudafricana, la percentuale di meticci è del 20%.

## Descrizione
I meticci, che presentano carnagione bruno-rossastra con occhi scuri e capelli solitamente scuri e lisci provengono dall'incrocio tra le genti europee e quelle indigene del continente americano, con tutta una stratificazione gerarchica sociale derivante dal grado di mescolanza delle due etnie, descritta e standardizzata a partire dal XVI secolo nelle Caste Coloniali del Nuovo Mondo.